# Давидович Людмила Ярославівна
Людмила Ярославівна Давидович, у шлюбі Недільська (26 серпня 1982, м. Тернопіль) — українська дипломатка. В. о. Генерального консула України в Торонто (2014-2017). Перший секретар Другого європейського департаменту МЗС (2017-дотепер). Кандидат політичних наук. 

## Життєпис
Народилася 26 серпня 1982 року в місті Тернополі. 2005 року закінчила Інститут міжнародних відносин Київського національного університету імені Тараса Шевченка за спеціальністю «міжнародні відносини», політолог-міжнародник, перекладач з мови гінді. Володіє іноземними мовами: англійською, гінді, вивчає французьку.
З 2005 року працює в Міністерстві закордонних справ України на різних посадах у Департаменті консульської служби.
2014 року призначена консулом Генерального консульства України в Торонто. З жовтня 2014 року виконує обов'язки Генерального консула. 2017 року перейшла на роботу до Києва, обійняла посаду першого секретаря Другого європейського департаменту МЗС.
Одружена, має двох синів.[джерело?]

## Доробок
Авторка наукових праць:
- Монографія «Політика Республіки Індія щодо країн пострадянського простору (1991—2004 рр.)»[2]